# Domenico Aulisio
Domenico Aulisio (né à Naples le 4 janvier 1639 et mort dans la même ville le 29 janvier 1717) est un homme de lettres et érudit italien.

## Biographie
Domenico Aulisio naquit à Naples le 4 janvier 1639. Il perdit ses parents à sept ans. S’étant appliqué à l’étude de la grammaire, de la rhétorique et de la poésie, il fut choisi à dix-neuf ans pour enseigner la poétique. Aulisio s’adonna à l’étude des langues orientales. Il s’intéressa ensuite à l’histoire, à la chronologie et à la numismatique. Il acquit enfin une bonne connaissance des lois, fut reçu docteur in utroque jure, et exerça quelque temps la profession d’avocat. Il quitta ensuite le barreau, pour reprendre des études. Il apprit la philosophie, la médecine, les mathématiques, la perspective, la géographie, l’astronomie.
Il accepta  en 1664, une chaire de droit civil dans l’Université de Naples. Il y professa pendant plusieurs années. Il fut membre de plusieurs académies, et admis aux assemblées littéraires que le duc de Medinaceli, vice-roi de Naples, réunissait dans son palais. Aulisio mourut à Naples le 29 janvier 1717, âgé de 78 ans, et fut inhumé dans l’église Sainte-Anne.

## Œuvres
- De gymnasii Constructione ; De mausolei Architectura ; De Harmonia Timaica ; De Numeris medicis ; De Colo Mayerano, Naples, 1693, in-4° : le premier, le second et le dernier de ces traités ont été réimprimés dans le 3e volume du Novus Thesaurus Antiquit. de Sallengre.
- Commentariorum juris civilis, etc. en 2 volumes in-4°, imprimés à Naples, le 1er en 1719, et le 2e en 1720.
- Ragionamenti intorno a’ principi della filosofia e teologia degli Assiri, etc. : ce sont deux discours que l’auteur avait lus dans les assemblées littéraires dont on a parlé ; ils sont imprimés dans le 6e vol. du recueil publié à Venise, sous le titre de Miscellanea di varie operette.
- Delle scuole sacre libri due postumi, etc., Naples, 1723, 2 vol. in-4°.

Plusieurs autres productions d’Aulisio ont restées manuscrites, parmi lesquelles on remarque dell’Architettura civile e militare ; de Origine medicinæ ; della Poetica ; della Lirica, e dell’Osiri, osia poesia Fenicia, e loro cronologia, etc.